# 艾茲魯
艾茲魯（Azrou）是非洲北部國家摩洛哥的城市，由梅克內斯-塔菲拉勒特大區負責管轄，位於非斯以南89公里，海拔高度1,330米，每年平均降雨量827毫米，是著名的旅遊目的地，2010年人口51,849。

## 圖集

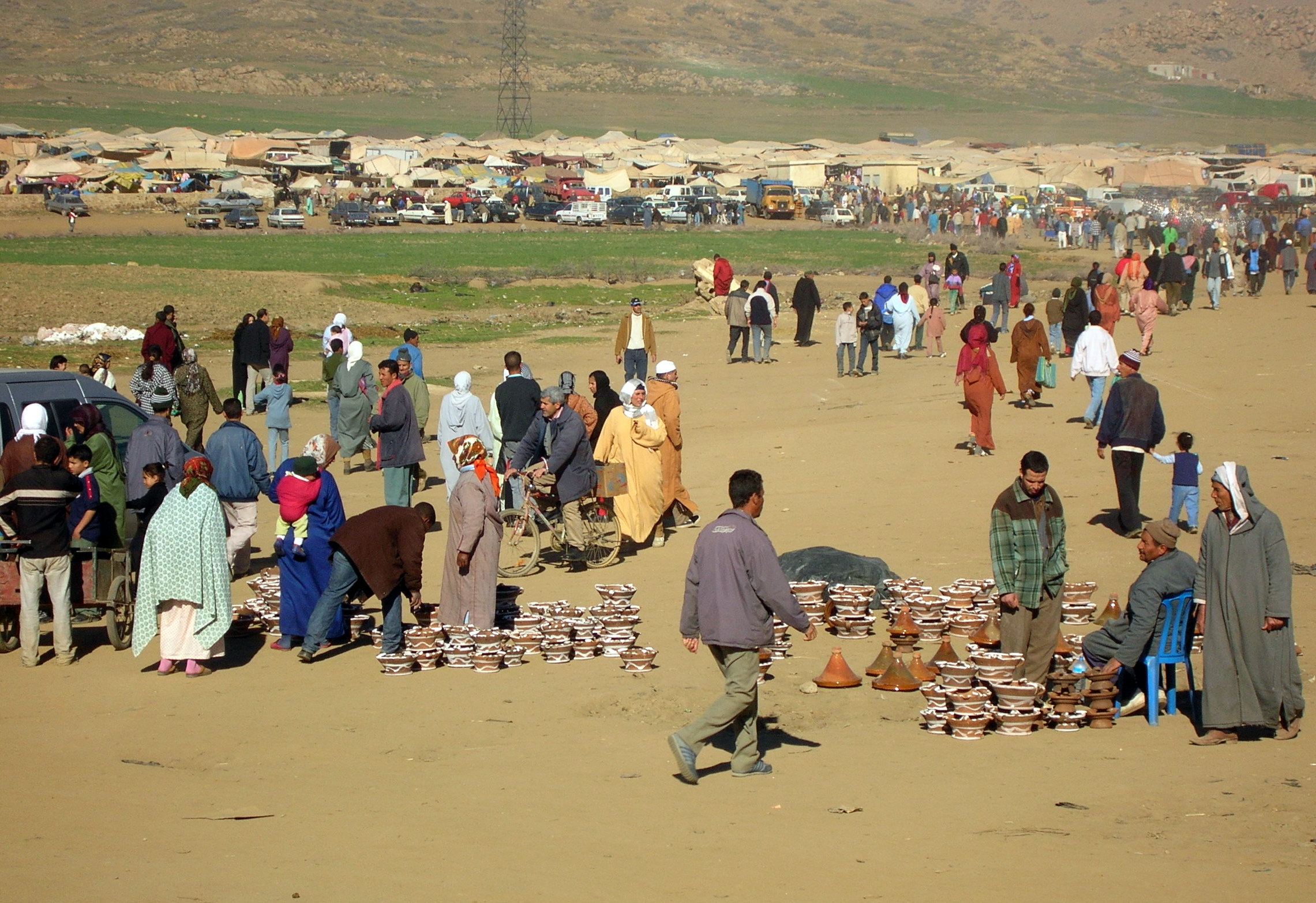
流動市集
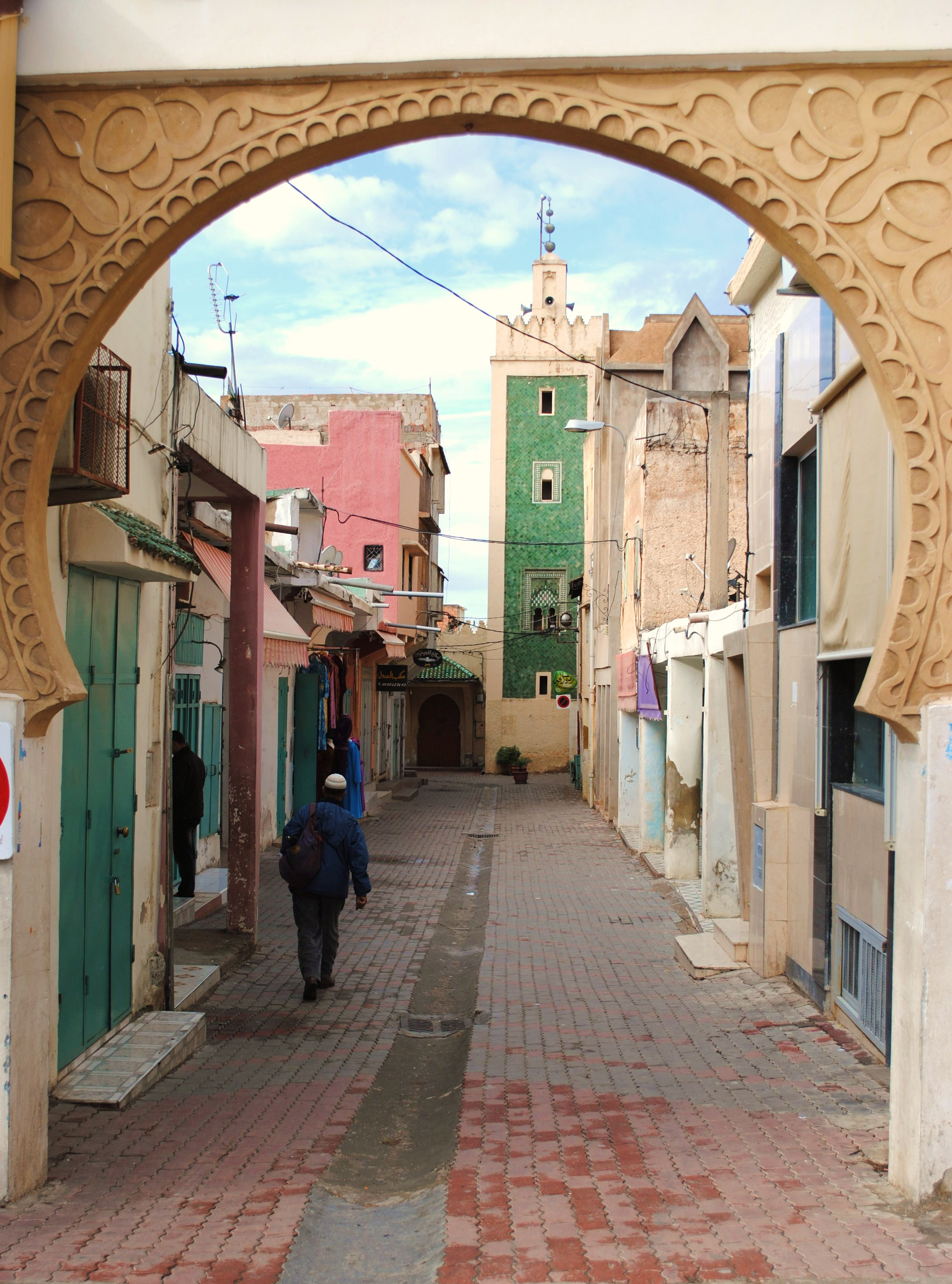
伊斯蘭街
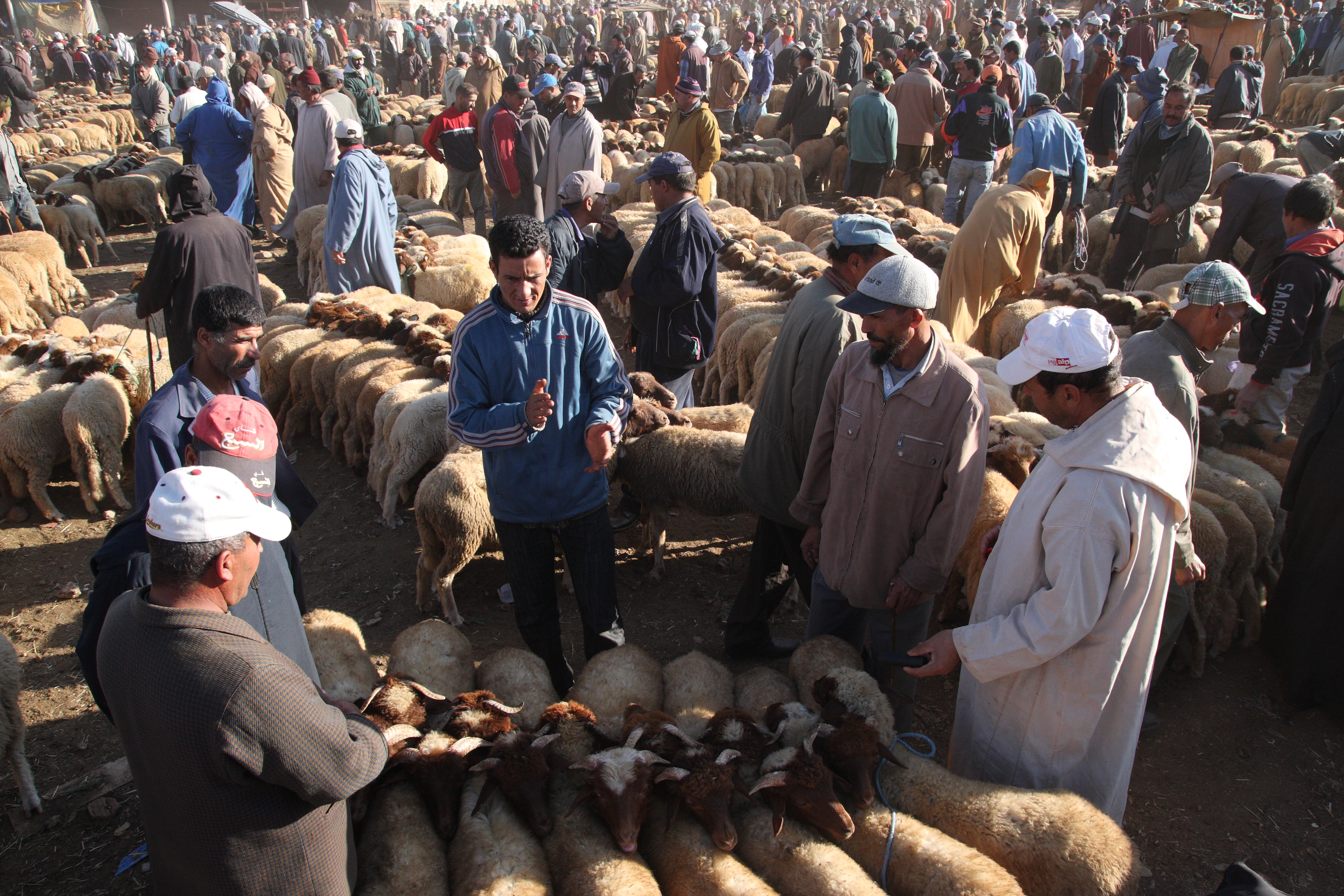
牧羊市場
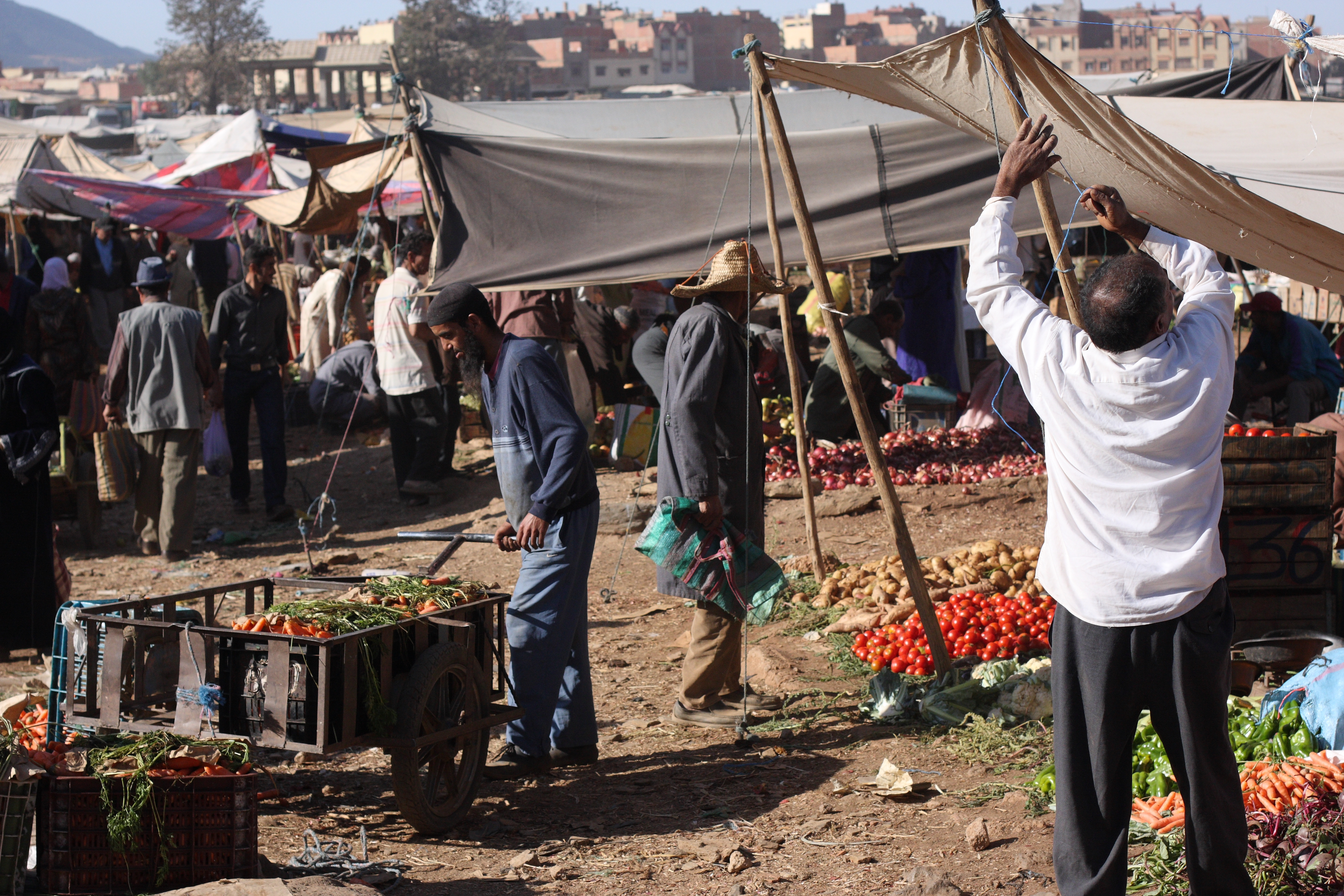
市區攤販

33°26′30″N 5°13′29″W / 33.44167°N 5.22472°W